# Marya Roxx
Maarja Kivi (também conhecida pelo seu nome artístico, Marya Roxx) é uma cantora, compositora e baixista estoniana. Ela foi baixista e vocalista da banda de hard rock Vanilla Ninja. Em dezembro de 2007, ela decidiu adotar um nome artístico, Marya Roxx. Tal mudança aconteceu porque ela queria esquecer o seu passado no Vanilla Ninja.

## Biografia
Ela começou a carreira competindo no Eurolaul de 2002, uma competição estoniana para conseguir uma vaga no Festival Eurovisão da Canção. Mais tarde naquele ano ela se tornou uma das quatro integrantes originais do Vanilla Ninja, assumindo os vocais e o baixo nos dois primeiros álbuns, Vanilla Ninja e Traces of Sadness.
Maarja Kivi saiu da banda em meados de 2004 porque ela queria tocar heavy metal, e não pop rock. Ela foi substituída por Triinu Kivilaan. Em dezembro de 2005, Triinu Kivilaan saiu do Vanilla Ninja, e a partir daí, o Vanilla Ninja passou a ser um trio.
Em 2005, ela começou a sua carreira solo ainda com o nome Maarja. Seu primeiro single, "Could You", alcançou o 35º lugar no Swiss Music Charts, Maarja Kivi estava voltando aos holofotes.
Ela assinou com a Bros Music, que se separou da sua antiga banda no final de 2005. Apesar da briga da Bros Music com o trio do Vanilla Ninja, Maarja Kivi continuou com a gravadora, e continuou a sua afiliação com o ex-produtor musical do Vanilla Ninja, David Brandes.
Em 2006 ela publicou seu segundo single, "Shine It On". O single alcançou o 16º lugar na MTV Báltica. Mais tarde naquele ano, havia rumores que diziam que ela havia se separado da Bros Music. E algumas semanas depois, a notícia foi confirmada. Em julho de 2007, surgiu notícias dizendo que o produtor do Iron Maiden, Kevin Shirley, está trabalhando num álbum dela.
Em dezembro de 2007, ela decidiu adotar o nome artístico Marya Roxx. Tal mudança aconteceu porque ela queria esquecer todo o seu passado no Vanilla Ninja e suas associações com o grupo, e começar a sua própria carreira solo. Marya Roxx usa esse nome para uso comercial, mas seu nome real continua sendo Maarja Kivi.

## Integrantes
- Marya Roxx – vocal
- Matt Dillon – guitarra
- Scott Metaxas – baixo
- Jim Roe – bateria

### Antigos membros
- Paul Crook – guitarra
- Joey Vera – baixo
- John Miceli – bateria
- Danny Miranda – baixo

## Discografia

### Solo
Álbuns de estúdio
- 2010: Payback Time

EP
- 2008: 21?!
- 2015: Land of Dreams

Singles
- 2006: "Could You"
- 2006: "Shine It On"
- 2011: "Blinded"
- 2011: "Tie Your Mother Down"

### Vanilla Ninja
Álbuns de estúdio
- 2003: Vanilla Ninja
- 2004: Traces of Sadness

DVDs
- 2004: Traces of Sadness (Live in Estonia)

Singles
- 2003: "Club Kung Fu" – Vanilla Ninja
- 2003: "Tough Enough" – Traces of Sadness
- 2004: "Don't Go Too Fast" – Traces of Sadness
- 2004: "Liar" – Traces of Sadness
- 2004: "When the Indians Cry" – Traces of Sadness

## Influências
| - AC/DC - Anthrax - Atreyu - Black Sabbath - Faith No More - In Flames - Iron Maiden - Judas Priest | - Killswitch Engage - Megadeth - Mercyful Fate - Metallica - Ministry - Mötley Crüe - Motörhead | - Pantera - Sepultura - Shadows Fall - Slayer - System of a Down - Tool - Venom |